# Pauly Shore is Dead
Pauly Shore is Dead es una película cinemátografica de 2003. Es una película llena de "cameos" en la que Shore (protagonizándose a sí mismo) falsifica su propia muerte con el fin de revitalizar su precaria carrera.
Esta película marca el debut de Pauly como escritor, director y productor.

## Reparto
- Pauly Shore - El mismo y Primo de Bucky
- Dexter Holland - El mismo (Escena eliminada)
- W. Earl Brown - Bucky para Kentucky
- Kristin Herold - Primo de Bucky
- David Kersey  - Hijo de Bucky
- Miriam Cohen Kiel - Hija de Bucky
- Kelly Kursten - Esposa de Bucky
- Timmy Jamieson - Sam Kinison
- Craig Gass - Voz de Sam Kinison
- Sam Kinison - El mismo (Toma de archivo)
- Pamela Anderson - Ella misma
- Britney Spears - Ella misma
- A.J. Benza - El mismo
- B-Real - El mismo
- Todd Bridges - El mismo
- Tiffany Shepis - Ella misma
- Tommy Chong - El mismo
- Carson Daly - El mismo
- Wes Borland - Ayudante (Escena eliminada)
- Ellen DeGeneres - Ella misma
- Jewel De'Nyle - Ella misma
- Dustin Diamond - El mismo
- Andy Dick - El mismo
- Snoop Dogg - El mismo
- Dr. Dre - El mismo
- Jerry Dunphy - El mismo
- Fred Durst - El mismo
- Eminem - El mismo (Escena eliminada)
- Sully Erna - El mismo
- Perry Farrell - El mismo
- Corey Feldman - El mismo
- Heidi Fleiss - Ella misma
- Clint Howard - Gerente de negocios de Pauly
- Kato Kaelin - El mismo
- Craig Kilborn - El mismo
- Tommy Lee - El mismo
- Kurt Loder - El mismo
- Mario López - El mismo
- Michael Madsen - El mismo
- Bill Maher - El mismo
- Marilyn Martínez - Ama de llaves
- Rosie O'Donnell - Ella misma
- Jason Mewes - El mismo
- Pat O'Brien - El mismo
- Nancy O'Dell  - Ella misma
- Sean Penn - El mismo
- Matt Pinfield - El mismo
- Proof - El mismo (Escena eliminada)
- Sally Jessy Raphael - Ella misma
- Chris Rock - El mismo
- Sam Rubin - El mismo
- Ja Rule - El mismo
- Adam Sandler - El mismo (Voz)
- Charlie Sheen - El mismo
- Tom Sizemore - El mismo
- Verne Troyer - El mismo
- Bobby Lee - Repartidor Gay
- Chris Penn - La pareja de un Gay que está en la cárcel
- Lala Sloatman - Hacker en el desván
- Nicky Hilton - Ella misma
- Paris Hilton - Ella misma

- Datos: Q2604806